# Гранн, Дэвид
Дэвид Гранн (англ. David Grann; родился 10 марта 1967) — американский журналист, пишущий для журнала The New Yorker, и писатель, автор ряда бестселлеров, написанных в жанре нон-фикшен. В их числе «Затерянный город Z: Повесть о смертельной одержимости на Амазонке», «Убийцы цветочной луны. Нефть. Деньги. Кровь» (экранизированы Мартином Скорсезе), «Вейджер: История о кораблекрушении, мятеже и убийстве», которая тоже должна стать основой фильма Скорсезе.

## Биография
Дэвид Гранн родился 18 марта 1967 года в семье Филлис Э. Гранн и Виктора Гранна. Его мать занимала должность генерального директора большого издательства Putnam Penguin, отец был онкологом и директором онкологического центра Беннетта в Стэмфорде (Коннектикут). Гранн окончил колледж Коннектикута в 1989 году со степенью бакалавра в области государственного управления. Еще учась в колледже, он получал стипендию Томаса Дж. Уотсона и начал карьеру в качестве журналиста-фрилансера в Мексике.
В 1993 году Гранн получил степень магистра международных отношений в Школе права и дипломатии имени Флетчера при Университете Тафтса. В то время он интересовался в первую очередь художественной литературой и хотел стать романистом. В 1994 году Гранн стал редактором в The Hill, базировавшейся в Вашингтоне газете, освещавшей деятельность Конгресса США. В том же году Гранн получил степень магистра в области творческого письма в Бостонском университете, в 1995 стал исполнительным редактором The Hill, в 1996 — старшим редактором The New Republic. В 2003 году он присоединился к The New Yorker в 2003 году в качестве штатного журналиста.
В 2005 году Гранн выходил в финал премии Майкла Келли, в 2009 получил премию Джорджа Полка и премию Sigma Delta Chi Award за статью «Испытание огнем» о Кэмероне Тодде Уиллингеме. В другой статье-расследовании, «След шедевра», поднимались вопросы о методах Питера Пола Биро, который утверждал, что использует отпечатки пальцев для установления подлинности шедевров. Биро подал в суд на Гранна и The New Yorker за клевету, но дело было прекращено, а статья стала финалистом Национальной журнальной премии 2010 года.

## Книги
- Затерянный город Z: Повесть о смертельной одержимости на Амазонке (2009) рассказывает об одиссее британского исследователя капитана Перси Фосетта, который в 1925 году исчез вместе со своим сыном в Амазонии во время поисков затерянного города[10].

- Убийцы цветочной луны. Нефть. Деньги. Кровь (2017). Книга рассказывает об убийствах в округе Осейдж. Она была номинирована на Национальную книжную премию 2017 года, а позже стала № 1 в списке бестселлеров New York Times.

- Антология из 12 ранее опубликованных эссе Гранна «Дьявол и Шерлок Холмс: рассказы об убийстве, безумии и одержимости» (2010).

- Вейджер: История о кораблекрушении, мятеже и убийстве (2023).

## Экранизации
- Затерянный город Z (2016).
- Настоящее преступление (2016)
- Старик с пистолетом (2018)
- Убийцы цветочной луны (2023).
- Вейджер (TBA).